# Demokratische Bewegung der Südäthiopischen Völker
Die Demokratische Bewegung der Südäthiopischen Völker (amharisch የደቡብ ኢትዮጵያ ሕዝቦች ዴሞክራሲያዊ ንቅናቄ Yä-Debub Ityopya Həzbočč Demokrasiyawi Nəqnaqe, englisch Southern Ethiopian Peoples’ Democratic Movement; SEPDM), auch Demokratische Bewegung des Südäthiopischen Volkes (Southern Ethiopian People’s Democratic Movement), war eine politische Partei in der Region der südlichen Nationen, Nationalitäten und Völker (SNNPR) in Äthiopien.
Die Partei war Vollmitglied der auf nationaler Ebene regierenden Koalition der Revolutionären Demokratischen Front der Äthiopischen Völker (EPRDF), welche von der Volksbefreiungsfront von Tigray (TPLF) geführt wurde. Am 1. Dezember 2019 schloss sie sich mit den Koalitionsmitgliedern Oromo-Demokratische Partei (ODP) und Demokratische Amharenpartei (ADP) zur neuen Wohlstandspartei zusammen.

## Geschichte
Die TPLF/EPRDF, die 1991 das Regime der kommunistischen Arbeiterpartei Äthiopiens stürzte, gründete 1994 die Demokratische Front der Südäthiopischen Völker bzw. des Südäthiopischen Volkes (Southern Ethiopian Peoples’ Democratic Front oder Southern Ethiopian People’s Democratic Front, SEPDF) als ihren Partner in der Region der südlichen Nationen, Nationalitäten und Völker. Die ersten Mitglieder der SEPDF waren Kriegsgefangene der TPLF, die den verschiedenen ethnischen Gruppen aus dem Süden angehörten. Sie wurden von der TPLF darauf vorbereitet, ihre jeweiligen Gruppen politisch zu führen und zu mobilisieren.
Die Partei wurde neben der TPLF, der ANDM und der OPDO eines von vier Mitgliedern der Koalition EPRDF. 2002 wurde die SEPDF in SEPDM umbenannt und damit von der „Front“ zur „Bewegung“.
Die SEPDM hatte nach Angaben von 2005 etwa 300.000 Parteimitglieder. Im Januar 2013 gab sie an, ihre Mitgliederzahl innerhalb von sieben Jahren von 160.000 auf über 1,7 Millionen erhöht zu haben.

## Wahlergebnisse
Bei den Regionalwahlen 2005 gewann die SEPDM 271 der 348 Sitze im Regionalparlament der Region der südlichen Nationen, Nationalitäten und Völker. Bei den Wahlen zum nationalen Parlament im selben Jahr erzielte sie 92 von 123 Sitzen der Region. Von ihren Abgeordneten waren 64 Männer und 28 Frauen. Die gesamte EPRDF erhielt 327 der 527 Sitze.
Im Dezember 2007 kündigte die SEPDM an, sie werde 790.000 Kandidaten für Wahlen zu den Woreda- und Kebele-Räten, Stadtverwaltungen und für das Parlament stellen. 2008 gewann die SEPDM zehn zusätzliche Sitze im Regionalparlament und sämtliche 850 Sitze, welche in 13 Zonen, 124 Woredas und 20 Städten neu besetzt wurden.